# Sumpdvärgspindel
Sumpdvärgspindel (Erigonella ignobilis) är en spindelart som först beskrevs av O. Pickard-Cambridge 1871.  Sumpdvärgspindel ingår i släktet Erigonella och familjen täckvävarspindlar. Arten är reproducerande i Sverige. Inga underarter finns listade i Catalogue of Life.